# سنا محیدلی
سنا محیدلی(به عربی:سناء محیدلی)، (۱۴ آگوست ۱۹۶۸ - ۹ آوریل ۱۹۸۵)، از اعضای حزب سوسیال ناسیونالیست سوریه بود که در سن ۱۸ سالگی خودش و یک خودروی پژوی پر از مواد منفجره را در یک کاروان اسرائیلی در جزین در جنوب لبنان، در جریان اشغال جنوب لبنان توسط اسرائیل منفجر کرد. در جریان عملیات انتحاری سنا محیدلی، ۲ سرباز اسرائیلی کشته و ۱۲ سرباز نیز زخمی شدند.

## زندگی
سنا یوسف محیدلی در روستایی در عنقون در نزدیکی صیدا در لبنان به دنیا آمد. او چهار برادر و یک خواهر داشت و در یک فروشگاه ویدئو کار می‌کرد. وی در سال ۱۹۸۵ به حزب سوسیال ناسیونالیست سوریه پیوست که وابسته به جبهه مقاومت ملی لبنان بود. اعتقاد بر این است که او نخستین زنی بوده که عملیات انتحاری انجام داده‌است. وی با لقب «عروس جنوب» شناخته شده‌است.